# Museumsverbund Lüchow-Dannenberg
Der Museumsverbund Lüchow-Dannenberg e. V. ist der Dachverband der 13 Museen im Landkreis Lüchow-Dannenberg. 1. Vorsitzender ist Dagmar Schulz.
Der Museumsverbund ist Mitglied im Museumsverband für Niedersachsen und Bremen.

## Geschichte
1976 wurde der Museumsverbund zunächst als loser Zusammenschluss der damals bestehenden fünf Museen ins Leben gerufen, am 11. Juni 1980 erfolgte der Eintrag ins Vereinsregister. Heute sind alle dreizehn Lüchow-Dannenberger Museen unter dem Dach des Museumsverbunds vereint.

## Aufgaben und Ziele
Zentrale Aufgabe ist es, die Museen des Landkreises Lüchow-Dannenberg zur Zusammenarbeit zu führen, ohne ihren „Eigen-Sinn“ (und das ist durchaus im doppelten Sinne zu verstehen) zu bremsen. Die Selbständigkeit und die bestehenden Eigentumsrechte der Museen bleiben von den Aktivitäten des Museumsverbunds unberührt. Besondere Bedeutung wird dem regelmäßigen museumsübergreifenden Fachaustausch beigemessen.
Letzte größere Projekte des Museumsverbunds waren die Ausstellungen „GORLEBEN sammeln“ – Plädoyer für eine Zentrale Dokumentations- und Forschungsstätte (2002), „Auf Spurensuche nach dem Tod“ (2004) und „Die Jeetzel: ein Fluss erzählt Geschichte(n)“ (2013/2014).
Der Museumsverbund leistet auch finanzielle Unterstützung. Bezuschusst werden
- Ausstellungen
- der Erwerb und Schutz von Exponaten sowie
- wissenschaftliche Publikationen.

## Mitglieder
Zu den Mitgliedern zählen der Landkreis Lüchow-Dannenberg, die Samtgemeinde Elbtalaue, die Samtgemeinde Gartow, die Samtgemeinde Lüchow (Wendland), die Standortgemeinden der Museen, die Museumsvereine und andere Vereine, die die Museumsarbeit fördern, sowie Einzelmitglieder. Der Mitgliedsbeitrag der angehörigen Kommunen richtet sich nach ihren jeweiligen Einwohnerzahlen.

### Liste der Mitgliedsmuseen
- Amtsturm-Museum Lüchow
- Archäologisches Zentrum Hitzacker
- Blaues Haus Museum Clenze
- Museum Altes Zollhaus Hitzacker (Elbe)
- Grenzlandmuseum Schnackenburg
- Höhbeckmuseum Vietze
- Historisches Feuerwehrmuseum Neu Tramm
- Museum Wustrow
- Naturum Göhrde
- Rundlingsmuseum Wendlandhof Lübeln
- Stones Fan Museum Lüchow
- Swinmark-Grenzlandmuseum Göhr
- Museum im Waldemarturm Dannenberg[1]